# Grammostola
Grammostola — род пауков-птицеедов из подсемейства Theraphosinae. Включает в себя 22 вида. Распространены в Южной Америке.
Пауки этого рода достаточно миролюбивы и неприхотливы, вследствие чего широко распространены среди начинающих киперов. Особенно популярны в качестве экзотических домашних животных такие виды как Grammostola rosea, Grammostola porteri, Grammostola pulchra.

## Описание
Пауки большого и среднего размера. Окрас коричневый, местами цвет волосков варьируется от розового до оранжево-красного, в зависимости от вида птицееда. У Grammostola pulchra - черный, с серебристым отливом.

## Виды
- Grammostola actaeon Pocock, 1903 — Бразилия, Уругвай
- Grammostola alticeps Pocock, 1903 — Уругвай
- Grammostola andreleetzi Vol, 2008 — Уругвай
- Grammostola anthracina C. L. Koch, 1842 — Бразилия, Уругвай, Парагвай, Аргентина
- Grammostola borelli Simon, 1897 — Парагвай
- Grammostola burzaquensis Ibarra, 1946 — Аргентина
- Grammostola chalcothrix Chamberlin, 1917 — Аргентина
- Grammostola diminuta Ferretti et al., 2013 — Аргентина
- Grammostola doeringi Holmberg, 1881 — Аргентина
- Grammostola gossei Pocock, 1899 — Аргентина
- Grammostola grossa Ausserer, 1871 — Бразилия, Парагвай, Уругвай, Аргентина
- Grammostola iheringi Keyserling, 1891 — Бразилия
- Grammostola inermis Mello-Leitao, 1941 — Аргентина
- Grammostola mendozae Strand, 1907 — Аргентина
- Grammostola monticola Strand, 1907 — Боливия
- Grammostola porteri Mello-Leitao, 1936 — Чили
- Grammostola pulchra Mello-Leitao, 1921 — Бразилия
- Grammostola pulchripes Simon, 1891T — Парагвай, Аргентина
- Grammostola rosea Walckenaer, 1837 — Боливия, Чили, Аргентина
- Grammostola subvulpina Strand, 1906 — Южная Америка
- Grammostola vachoni Schiapelli & Gerschman, 1961 — Аргентина